# Myopias xiphias
Myopias xiphias är en myrart som först beskrevs av Carlo Emery 1900.  Myopias xiphias ingår i släktet Myopias och familjen myror. Inga underarter finns listade i Catalogue of Life.